# Gran Premio del Messico 1965
Il Gran Premio del Messico 1965 fu la decima ed ultima gara della stagione 1965 del Campionato mondiale di Formula 1, disputata il 24 ottobre a Città del Messico.
La corsa vide la prima vittoria in carriera per Richie Ginther, la Honda Racing F1 (per la prima volta nella storia della Formula 1 una gara era vinta da una vettura non europea) e la Goodyear. Secondo classificato Dan Gurney su Brabham-Climax e terzo Mike Spence su Lotus-Climax.

## Qualifiche
| Pos | N° | Pilota              | Costruttore         | Scuderia                    | Tempo   | Distacco |
| --- | -- | ------------------- | ------------------- | --------------------------- | ------- | -------- |
| 1   | 5  | Jim Clark           | Lotus 33-Climax     | Team Lotus                  | 1:56.17 | -        |
| 2   | 8  | Dan Gurney          | Brabham BT11-Climax | Brabham Racing Organisation | 1:56.24 | +0.07    |
| 3   | 11 | Richie Ginther      | Honda RA272         | Honda R&D Company           | 1:56.48 | +0.31    |
| 4   | 7  | Jack Brabham        | Brabham BT11-Climax | Brabham Racing Organisation | 1:56.78 | +0.61    |
| 5   | 3  | Graham Hill         | BRM P261            | Owen Racing Organisation    | 1:57.06 | +0.89    |
| 6   | 6  | Mike Spence         | Lotus 33-Climax     | Team Lotus                  | 1:57.22 | +1.05    |
| 7   | 2  | Lorenzo Bandini     | Ferrari 512         | Scuderia Ferrari SpA SEFAC  | 1:57.31 | +1.14    |
| 8   | 4  | Jackie Stewart      | BRM P261            | Owen Racing Organisation    | 1:57.53 | +1.36    |
| 9   | 18 | Moisés Solana       | Lotus 25-Climax     | Team Lotus                  | 1:57.55 | +1.38    |
| 10  | 12 | Ronnie Bucknum      | Honda RA272         | Honda R&D Company           | 1:57.88 | +1.71    |
| 11  | 16 | Jo Siffert          | Brabham BT11-BRM    | RRC Walker Racing Team      | 1:57.94 | +1.77    |
| 12  | 15 | Jo Bonnier          | Brabham BT7-Climax  | RRC Walker Racing Team      | 1:58.22 | +2.05    |
| 13  | 24 | Ludovico Scarfiotti | Ferrari 512         | Scuderia Ferrari SpA SEFAC  | 1:58.93 | +2.76    |
| 14  | 14 | Pedro Rodríguez     | Ferrari 512         | North American Racing       | 1:59.06 | +2.89    |
| 15  | 9  | Bruce McLaren       | Cooper T77-Climax   | Cooper Car Company          | 1:59.15 | +2.98    |
| 16  | 10 | Jochen Rindt        | Cooper T77-Climax   | Cooper Car Company          | 1:59.30 | +3.13    |
| 17  | 21 | Richard Attwood     | Lotus 25-BRM        | Reg Parnell Racing          | 2:00.61 | +4.44    |
| 18  | 22 | Bob Bondurant       | Lotus 33-BRM        | Reg Parnell Racing          | 2:00.80 | +4.63    |
| 19  | 22 | Innes Ireland       | Lotus 33-BRM        | Reg Parnell Racing          | 2:02.36 | +6.19    |

## Gara
| Pos | N° | Pilota              | Costruttore         | Giri | Tempo/Causa Ritiro        | Pos partenza | Punti |
| --- | -- | ------------------- | ------------------- | ---- | ------------------------- | ------------ | ----- |
| 1   | 11 | Richie Ginther      | Honda RA272         | 65   | 2:08:32.10                | 3            | 9     |
| 2   | 8  | Dan Gurney          | Brabham BT11-Climax | 65   | +2.89 secondi             | 2            | 6     |
| 3   | 6  | Mike Spence         | Lotus 33-Climax     | 65   | +1:00.15                  | 6            | 4     |
| 4   | 16 | Jo Siffert          | Brabham BT11-BRM    | 65   | +1:54.42                  | 11           | 3     |
| 5   | 12 | Ronnie Bucknum      | Honda RA272         | 64   | +1 Giro                   | 10           | 2     |
| 6   | 21 | Richard Attwood     | Lotus 25-BRM        | 64   | +1 Giro                   | 17           | 1     |
| 7   | 14 | Pedro Rodríguez     | Ferrari 512         | 62   | +3 Giri                   | 14           |       |
| 8   | 2  | Lorenzo Bandini     | Ferrari 512         | 62   | +3 Giri                   | 7            |       |
| Rit | 3  | Graham Hill         | BRM P261            | 56   | Motore                    | 5            |       |
| Rit | 18 | Moisés Solana       | Lotus 25-Climax     | 55   | Accensione                | 9            |       |
| Rit | 15 | Jo Bonnier          | Brabham BT7-Climax  | 43   | Sospensioni               | 12           |       |
| Rit | 10 | Jochen Rindt        | Cooper T77-Climax   | 39   | Accensione                | 16           |       |
| Rit | 7  | Jack Brabham        | Brabham BT11-Climax | 38   | Perdita olio              | 4            |       |
| Rit | 4  | Jackie Stewart      | BRM P261            | 35   | Frizione                  | 8            |       |
| Rit | 22 | Bob Bondurant       | Lotus 33-BRM        | 29   | Sospensioni               | 18           |       |
| Rit | 9  | Bruce McLaren       | Cooper T77-Climax   | 25   | Cambio                    | 15           |       |
| Rit | 5  | Jim Clark           | Lotus 33-Climax     | 8    | Motore                    | 1            |       |
| DNS | 22 | Innes Ireland       | Lotus 33-BRM        |      | Auto guidata da Bondurant | 19           |       |
| DNS | 24 | Ludovico Scarfiotti | Ferrari 512         |      | Auto guidata da Rodríguez | 13           |       |

## Statistiche

### Piloti
- 1° e unica vittoria per Richie Ginther
- 1° e unico podio per Mike Spence
- 14º e ultimo podio per Richie Ginther

### Costruttori
- 1° vittoria per la Honda
- 1° podio per la Honda

### Motori
- 1° vittoria per il motore Honda
- 1° podio per il motore Honda

### Giri al comando
- Richie Ginther (1-65)

## Classifiche Mondiali

### Piloti
| Pos | Pilota          | Punti   |
| --- | --------------- | ------- |
| 1   | Jim Clark       | 54      |
| 2   | Graham Hill     | 40 (47) |
| 3   | Jackie Stewart  | 33 (34) |
| 4   | Dan Gurney      | 25      |
| 5   | John Surtees    | 17      |
| 6   | Lorenzo Bandini | 13      |
| 7   | Richie Ginther  | 11      |
| 8   | Bruce McLaren   | 10      |
|     | Mike Spence     | 10      |
| 10  | Jack Brabham    | 9       |
| 11  | Jo Siffert      | 5       |
|     | Denny Hulme     | 5       |
| 13  | Jochen Rindt    | 4       |
| 14  | Pedro Rodríguez | 2       |
|     | Richard Attwood | 2       |
|     | Ronnie Bucknum  | 2       |

### Costruttori
| Pos | Team           | Punti   |
| --- | -------------- | ------- |
| 1   | Lotus-Climax   | 54 (58) |
| 2   | BRM            | 45 (61) |
| 3   | Brabham-Climax | 27 (31) |
| 4   | Ferrari        | 26 (27) |
| 5   | Cooper-Climax  | 14      |
| 6   | Honda          | 11      |
| 7   | Brabham-BRM    | 5       |
| 8   | Lotus-BRM      | 2       |